# Geometrina flavimargo
Geometrina flavimargo là một loài bướm đêm trong họ Geometridae.